# Alfred Ernest Peter
Alfred Ernest Peter, född 22 februari 1890 i Aubonne, död 1980, var en schweizisk konstnär (naivist).

## Biografi
Alfred Ernest Peter föddes i Aubonne i kantonen Vaud i Schweiz. Han studerade konst i Lausanne, följt av studier i klassisk musik för Ernest Ansermet och han blev god vän med Charles-Ferdinand Ramuz. Liksom sin far arbetade Peter inledningsvis på bank, men flyttade 1911 till Paris. Efter hustruns död började Peter måla. Hans verk från tiden i Paris framstår som naiva, i stil med verk av Maurice Utrillo, till exempel Le Moulin de la Galette (1960) eller Vue de la Place du Tertre (1961). Han skapade även mer intima verk, till exempel La Vieille Chaise (1962).    
10-30 juni 1964 hölls en retrospektiv utställning tillägnad Peter vid Galerie des Orfèvres i Paris.
Idag finns många av Peters verk utställda på museer och gallerier inriktade på naivism. Bland dessa märks Max Fournys samling Plus on est de fous plus on rit (Jeux sur la place) på Musée international d'art naïf i Vicq. Två vyer över Anatole Janoskis hus är utställda på Musée international d'art naïf Anatole Jakovsky i Nice. På museet i Vieux château à Laval finns L'Église de Bagnolet (1966) och La Place de la Contrescape (1967). Bland oljemålningarna märks Le Bateau-Lavoir, place Ravignan (1966), omnämnd i katalogen från Galerie Pro Arte Kasper i Morges.